# کاظم ناصر
کاظم ناصر (انگلیسی: Kadhim Nasser؛ زادهٔ ۹ ژانویهٔ ۱۹۶۰) بازیکن فوتبال  اهل عراق بود.
وی همچنین در تیم ملی فوتبال عراق بازی کرده‌است.